# Кольцо Тауненда

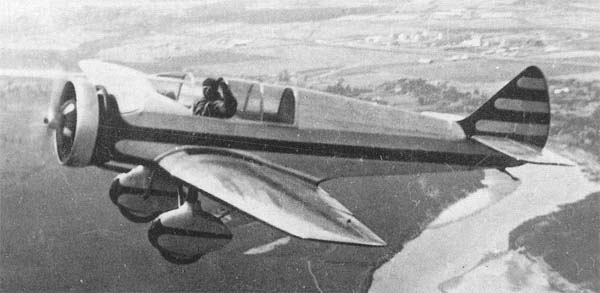
АИР-9-бис А. С. Яковлева с кольцом Тауненда, 1934

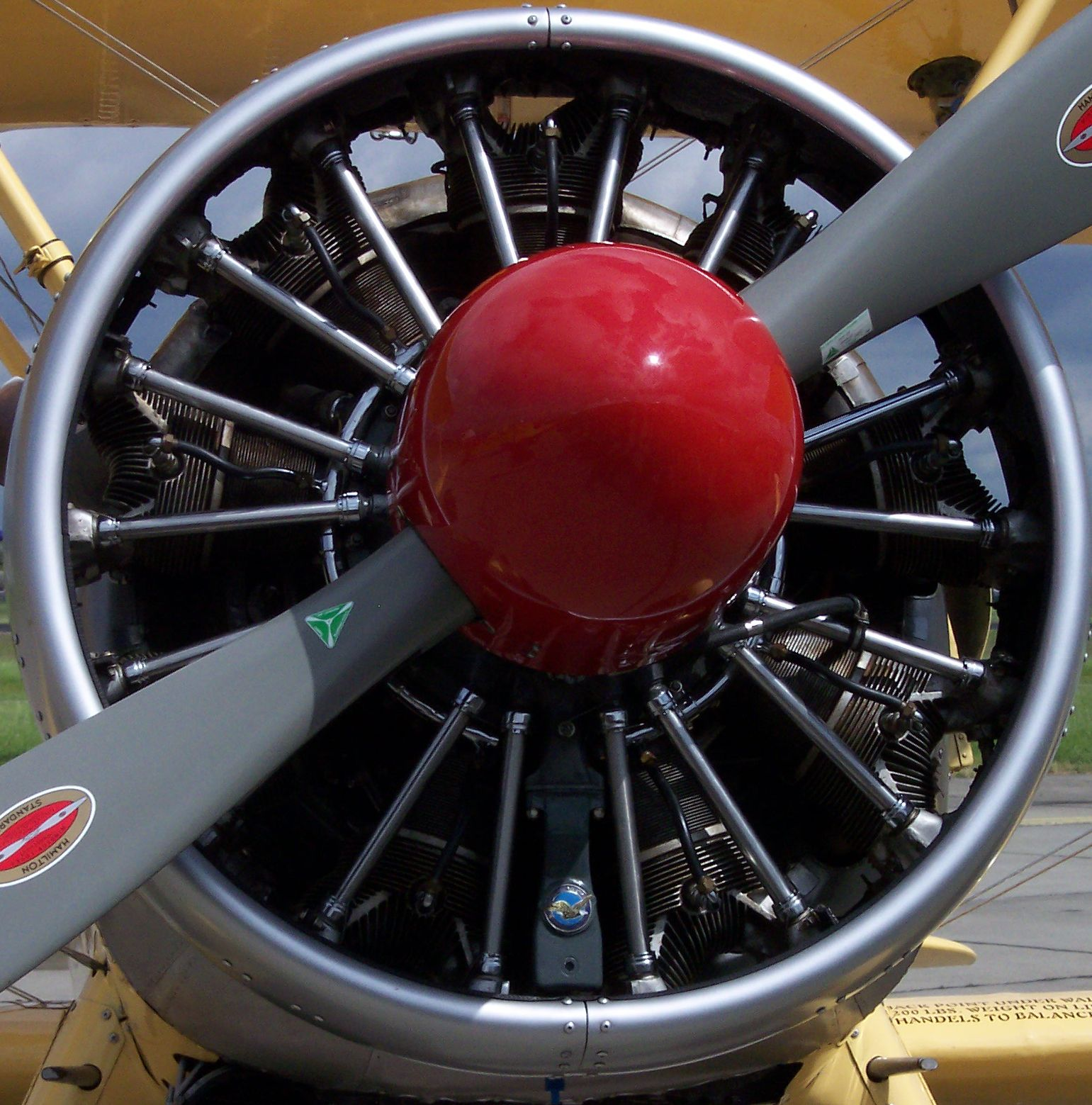
Кольцо Тауненда

Кольцо Тауненда — кольцевой обтекатель радиального авиационного мотора, предназначенный для снижения лобового сопротивления воздуха. Так же, как и его современник, обтекатель NACA, кольцо Тауненда управляет потоками воздуха и с внешней стороны, и с внутренней, между кольцом и цилиндрами, что улучшает охлаждение мотора.

## История
В 1927 году сотрудник Национальной физической лаборатории (англ. National Physical Laboratory, NPL) Великобритании доктор Хьюберт Тауненд (англ. Hubert Townend) занимался изучением обтекаемости тел, фюзеляжа-монокока и корпуса дирижабля. Он обнаружил, что при расположении кольцевой поверхности у передней части исследуемого тела суммарное аэродинамическое сопротивление уменьшается. При прохождении через кольцо поток ускорялся, а увеличение скорости обтекания препятствовало преждевременному срыву потока и образованию вихрей. На основе этого исследования он разработал конструкцию обтекателя цилиндров звёздообразного двигателя в форме узкого кольца, которое получило название «кольцо Тауненда».
Запатентованное в 1929 году кольцо стало типичным для скоростных самолётов первой половины 1930-х годов с радиальными моторами воздушного охлаждения. Установка кольца давала прибавку в максимальной скорости в 15—25 км/ч.
Между 1931 и 1935 годами конструкции NACA и Тауненда считались прямыми конкурентами; сторонники обеих конструкций утверждали, что их выбор — лучше. В США профиль NACA вытеснил кольцо Тауненда благодаря вмешательству военных, заказавших в 1933 году серию бомбардировщиков Martin B-10 именно с обтекателем NACA (и одновременно отказавшихся от Boeing B-9 с кольцом Тауненда). По утверждениям Martin, новый обтекатель не только увеличил скорость на 48 км/ч, но и существенно уменьшил посадочную скорость.
По мере развития авиации оказалось, что кольцо Тауненда эффективно только на скоростях не более 400 км/ч, и к концу 1930-х годов оно перестало использоваться в новых скоростных разработках.